# L'Île-Perrot
L'Île-Perrot är en stad (kommun av typen ville) i provinsen Québec i Kanada. Den ligger på ön Île Perrot i regionen Montérégie i södra delen av provinsen, väster om Montréal. Antalet invånare var 11 638 vid folkräkningen 2021.